# Scream! 絶叫コレクション
Scream! 絶叫コレクション（スクリーム! ぜっきょうコレクション）は、2020年に理論社から刊行されたヤングアダルト向けホラー小説アンソロジーの叢書。
四六変形版、ソフトカバー。全3巻。
原書『Scream and Scream again : Spooky Stories from Mystery Writers of America』（Harper Collins、2018）の三分冊。
編集は人気ホラー小説シリーズ「グースバンプス」などを手掛けた小説家のR・L・スタイン。

## 一覧
- 『Scream! 絶叫コレクション 震える叫び』2020.6　ISBN 978-4652203804
「7つめのルール」（レイ・ダニエル(Ray Daniel)、八紅とおこ訳）
「アイスクリーム・トラック」（ベス・ファンタスキー(Beth Fantaskey)、三辺律子訳）
「悪夢の特急列車」（ダニエル・パーマー(Daniel Palmer)、西川知佐訳）
「カミカゼ・イグアナ」（アリソン・マクマーハン(Alison McMahan)、太田みか訳）
「ヒトリッコ」（ジョセフ・S・ウォーカー(Joseph S. Walker)、豊田恵未訳）
「名もなきの愛国者」（クリス・グラベンスタイン(Chris Grabenstein)、手嶋由美子訳）
「プラットホーム」（ピーター・ルランジス(Peter Lerangis)、尾林啓紀訳）

- 『Scream! 絶叫コレクション 不気味な叫び』 2020.9　ISBN 978-4652203811
「首飾りとモンスター」（ジェフ・ソロウェイ(Jeff Soloway)、手嶋由美子訳）
「血の支払い」（ブルース・ヘイル(Bruce Hale)、鍋倉僚介訳）
「ブラッドストーン」（フィル・マシューズ(Phil Mathews)、太田みか訳）
「ショーウィンドウの女の子」（トーニャ・ハーリー(Tonya Hurley)、山口真果訳）
「しゃべらない子ども」（ウェンディ・コルシ・ストーブ(Wendy Corsi Staub)、八紅とおこ訳）
「バイロン湿地の魔女」（ヘザー・グレアム(Heather Graham)、山﨑美紀訳）
「鳥にエサをやるな」（スティーブン・ロス(Stephen Ross)、島田明美訳）

- 『Scream! 絶叫コレクション 消えない叫び』 2020.12　ISBN 978-4652203828
「最高の仕返し」（R・L・スタイン、山中芹菜訳）
「サメがいた夏」（リサ・モートン(Lisa Morton)、山口真果訳）
「エリアコード 666」（カーター・ウィルソン(Carter Wilson)、北村みちよ訳）
「リス問題」（ダグ・レビン(Doug Levin)、豊田恵未訳）
「ピンポンダッシュ」（スティーヴ・ホッケンスミス(Steve Hockensmith)、鍋倉僚介訳）
「レンガに埋もれたガイコツ」（エミー・レイボーン(Emmy Laybourne)、須賀紀子訳）